# Bois de la Caille
Pour les articles homonymes, voir Caille (homonymie).
Le Bois de la Caille est un parc urbain ouvert au public, situé à Caluire-et-Cuire dans le département du Rhône. Il est délimité au nord par le quartier de Cuire-le-Bas, au nord-est par la montée de la Rochette, à l'est et au sud-est par le quartier de Cuire-le-Haut et à l'ouest et au sud-ouest par le 4e arrondissement de Lyon. 
Occupant une superficie d'environ 6 hectares, le Bois de la Caille est situé sur une zone pentue, dite de balme, séparant le plateau de la Croix-Rousse et de Cuire-le-Haut du quartier de Cuire-le-Bas, situé au bord de la Saône.

## Historique
La toponymie du lieu n'a pas de rapport avec la caille (oiseau) où la présence en ces lieux de « cailles coiffées », explication parfois avancée,. 
Le Bois de la Caille tient son nom de la famille Caille ou de la Caille, selon les sources, qui possédait une vaste propriété voisine,,. Ce domaine portait déjà le nom de Caille au XVIe siècle. Les registres paroissiaux de Cuire mentionnent des mariages célébrés dans la chapelle du domaine de la Caille les 23 octobre 1695 et 19 septembre 1724. 
Sur le replat situé au pied de la balme, en lisière du Bois de la Caille, était érigée une maison forte. Ce domaine connut de nombreux propriétaires. Un établissement d’hydrothérapie y fut même implanté au XIXe siècle.
En 1909, la propriété d'un peu plus de 11 hectares est acquise par une famille de soyeux lyonnais, les Collon. En 1987, leurs descendants vendent le domaine à l'Office public d'aménagement et de construction (OPAC) du département du Rhône. La grande demeure et ses dépendances (une villa, une ferme et une chapelle) sont rapidement démolies. 
L'OPAC du Rhône projette d'aménager les 6,5 hectares de bois en parc de loisirs doté d'un parcours de santé et de construire sur la partie basse du terrain, un ensemble de « petites unités de logements et de bureaux, disséminées à la lisière des arbres ». Le projet de la Zone d'aménagement concerté (ZAC) du Bois des Sources voit le jour à la suite d'une délibération du conseil de la Communauté urbaine de lyon du 29 juin 1987, mais la procédure est finalement abandonnée en 1991.
L'ancien domaine va rester à l'état de friche pendant près de 6 ans.
Le 1er décembre 1997, l'ancienne propriété est découpée et les 4 parcelles cadastrales constructibles situées en pied de balme, pour un total de 2,5 hectares, sont vendues par l'OPAC du Rhône à la Société civile immobilière (SCI) Colchique. Le promoteur Georges V (filiale du groupe Nexity), y construit l'ensemble résidentiel Le Bois des Sources, achevé au début des années 2000.
En 2012, la parcelle 0366 de la section cadastrale BH comprenant le Bois de la Caille est cédée à la ville de Caluire-et-Cuire par l'OPAC du Rhône pour l'euro symbolique. Un projet d'aménagement est engagé en 2017 et le Bois de la Caille est ouvert au public en février 2020,.

## Usages actuels

### Sentier pédagogique
Le Bois de la Caille est parcouru par un sentier pédagogique d'environ 400 mètres de long et 70 mètres de dénivelé. Huit totems en bois sont répartis tout au long du cheminement afin d'informer les promeneurs sur la richesse biologique du lieu, en abordant diverses thématiques :
- Les chauves-souris et leurs habitats ;
- Le cycle du carbone ;
- Les zones humides et la faune qui s'y trouve ;
- Les arbres ;
- Les oiseaux et mammifères.

Chaque totem affiche un QR code permettant d'accéder à des informations interactives au moyen d'un smartphone.

### Réserve biologique protégée
La partie ouest du Bois de la Caille, sur près des deux tiers de sa superficie totale, est une réserve biologique protégée interdite au public. 

### Cheminement piétonnier
Le bois de la Caille permet aux piétons de rejoindre l'extrémité nord du plateau de la Croix-Rousse depuis le quartier de Cuire-le-Bas et inversement.